# Olga von Meyendorff

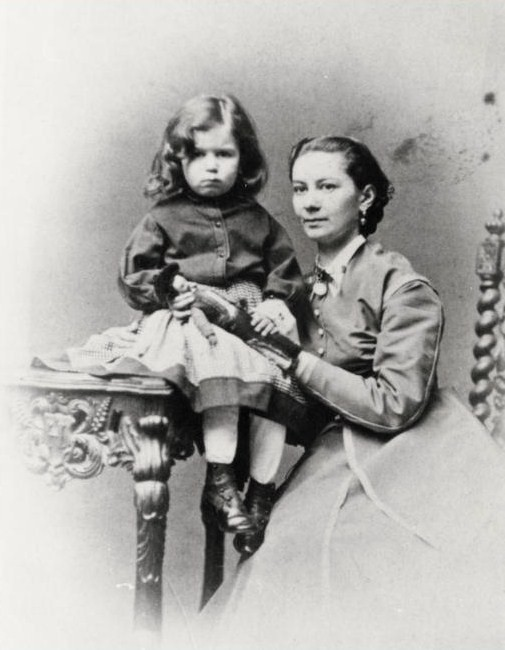
Olga von Meyendorff mit dem Sohn Alexander von Meyendorff (1872)

Olga Baronin von Meyendorff, geb. Fürstin Gortschakow, russ. Баронесса Ольга Михайловна Мейендорф (* 29. September 1838; † 11. März 1926 in Rom) war eine russische Adlige und Salonnière in Weimar.

## Leben
Sie war Tochter des russischen Fürsten Michail Gortschakow. In Rom lernte sie den deutsch-baltischen Diplomaten Baron Felix von Meyendorff (1834–1871) kennen, der in Weimar von 1867 bis 1870 als russischer Gesandter diente. Sie heirateten 1857. Seit 1863 waren sie mit Franz Liszt befreundet.

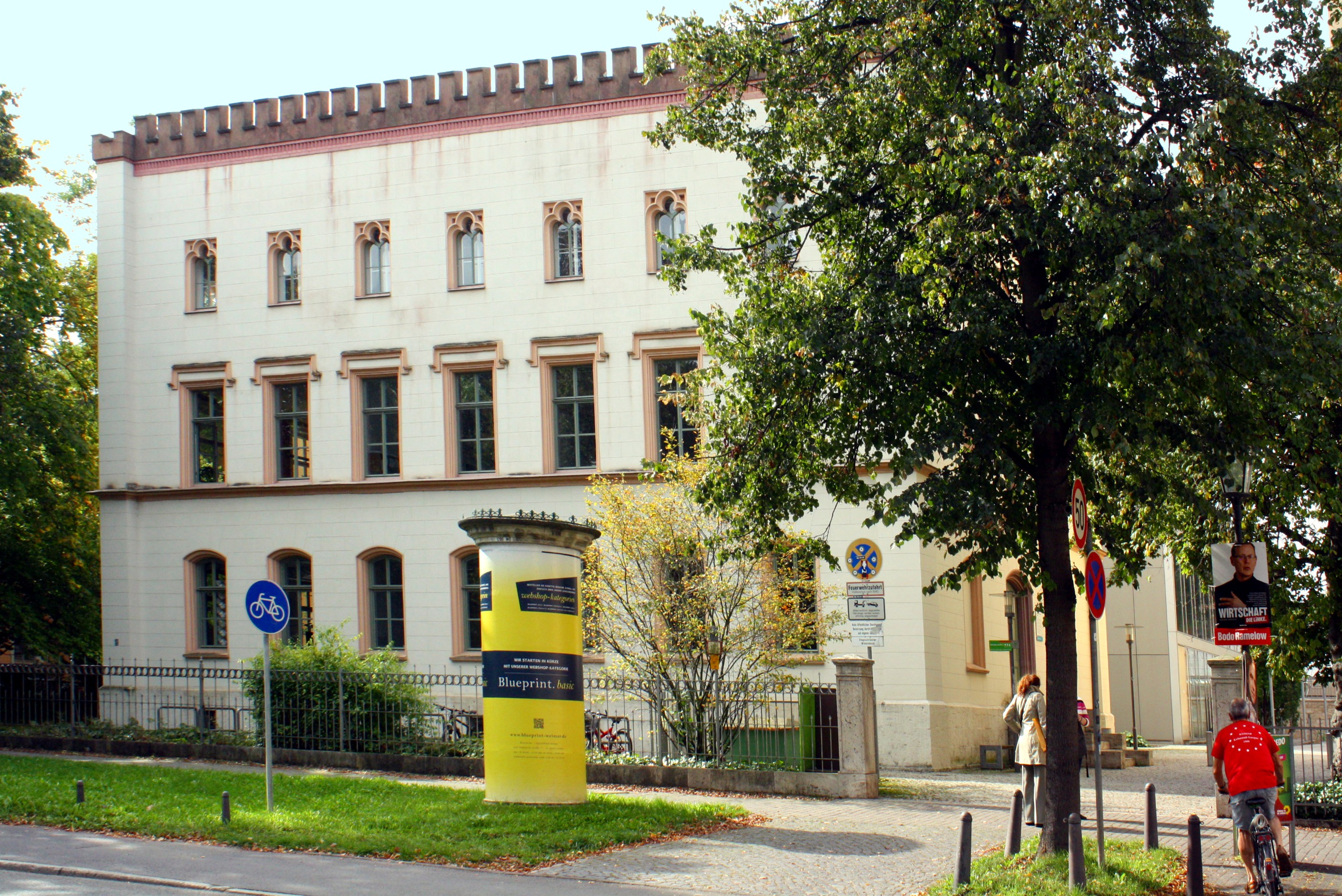
Weimar, Belvederer Allee 1

Nach dem frühen Tod ihres Mannes zog Olga von Meyendorff mit ihren vier Söhnen Peter (* 1858 in Stuttgart; † 1918 in Kopenhagen), Michael (* 1861 in Stuttgart; † 1941 in Kopenhagen), Clemens (* 1863 in Rom; † 1885 durch Suizid in St. Petersburg) und Alexander nach Weimar. Die Söhne besuchten das humanistische Gymnasium in Weimar und erhielten von einem russischen Hauslehrer Privatunterricht in russischer Sprache und Kultur.
Ab 1880 lief ihre Korrespondenz mit Liszt über Graf Antonio von Rosmini Serbati (1797–1855). Sie wurde von Erika von Watzdorf-Bachoff, die mit ihr verkehrte, als eigenartig, schwierig und geistreich beschrieben. Sie unterhielt einen eigenen Salon, wo Liszt selbst auch häufig zu Gast war. Liszt widmete ihr eine Reihe seiner Klavierwerke. Mit Liszt spielte sie auch vierhändig Klavier.
In Weimar war ihr Wohnsitz die Belvederer Allee 1. 1925 lebte sie in Rom in der Via Lombardia 40. Sie wurde auf dem Protestantischen Friedhof in Rom beigesetzt. Ihr Grabstein ist nicht erhalten.
Ihr Sohn Alexander von Meyendorff verkaufte 1934 die Briefe Liszts an Olga von Meyendorff. Diese gelangten in die Sammlung von Robert und Mildred Bliss in Dumbarton Oaks.